# دهستان اکبرآباد
دهستان اکبرآباد، یکی از دهستان‌های بخش قرقری شهرستان هیرمند در استان سیستان و بلوچستان ایران است. مرکز این دهستان، روستای اکبرآباد است.

## جمعیت
بر پایه سرشماری عمومی نفوس و مسکن در سال ۱۳۹۵، جمعیت دهستان اکبرآباد برابر با ۴٬۳۹۶ نفر بوده‌است.